# Metropolitanos de Portugal

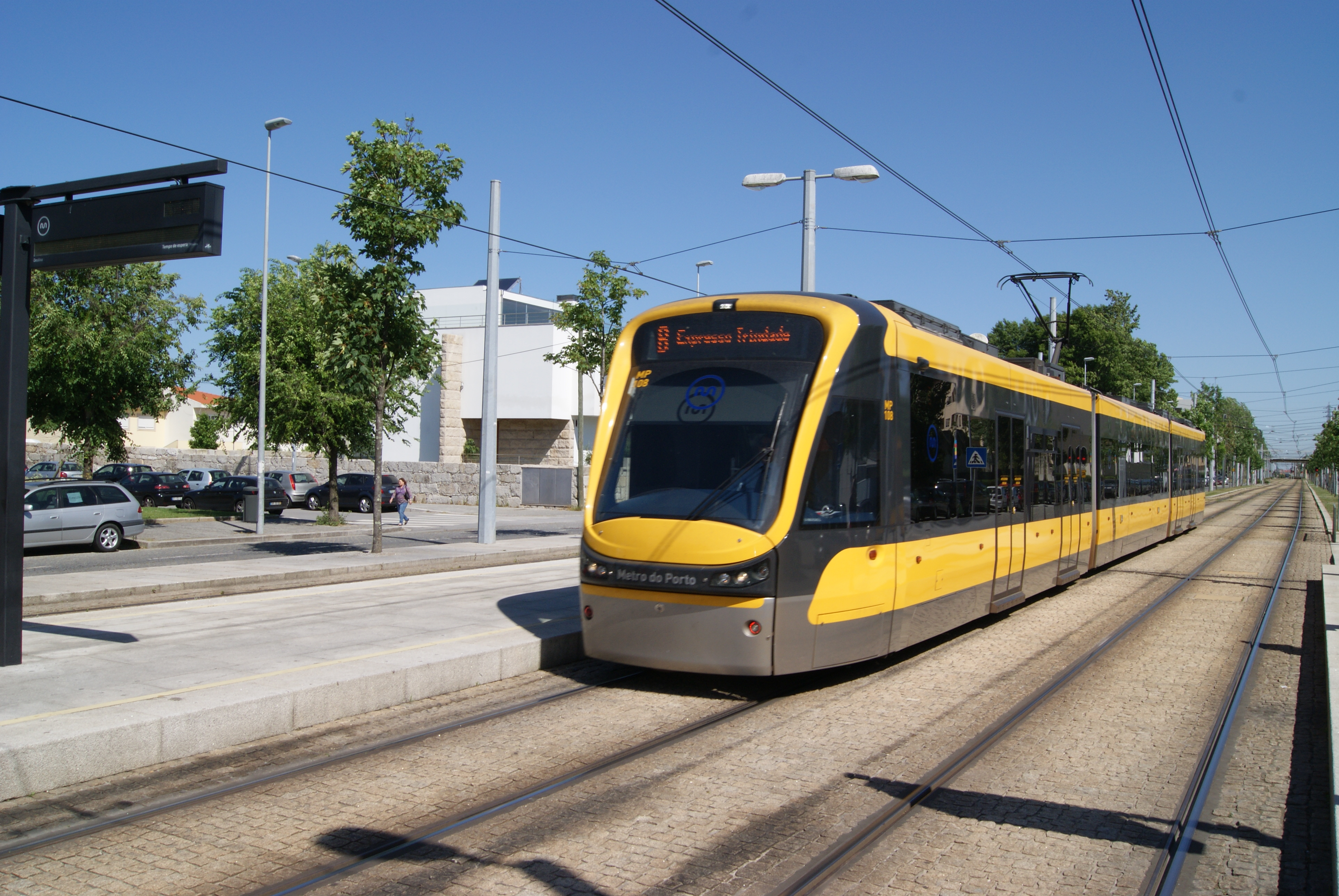
Uma composição do Metro do Porto

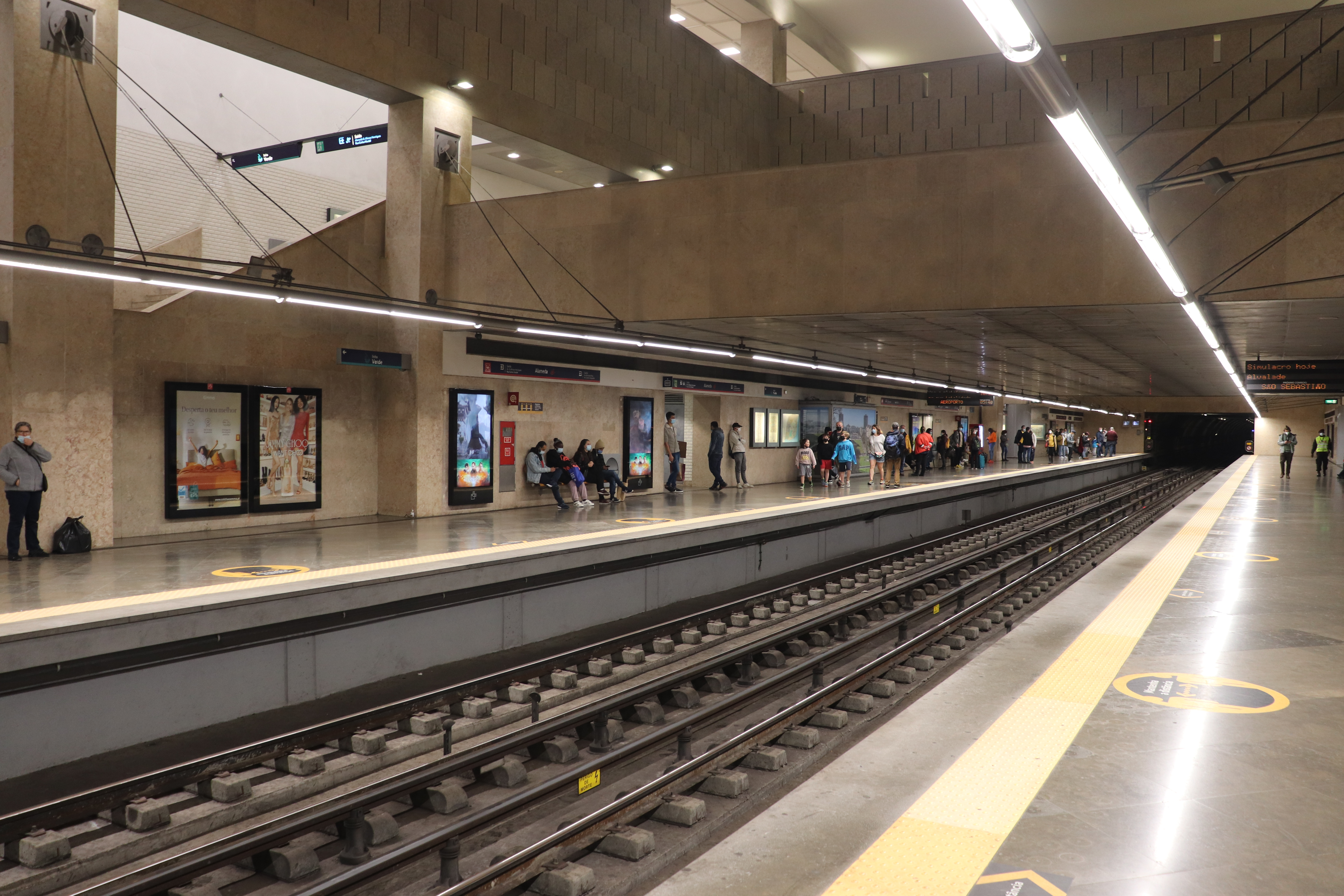
A estação de Alameda no Metro de Lisboa

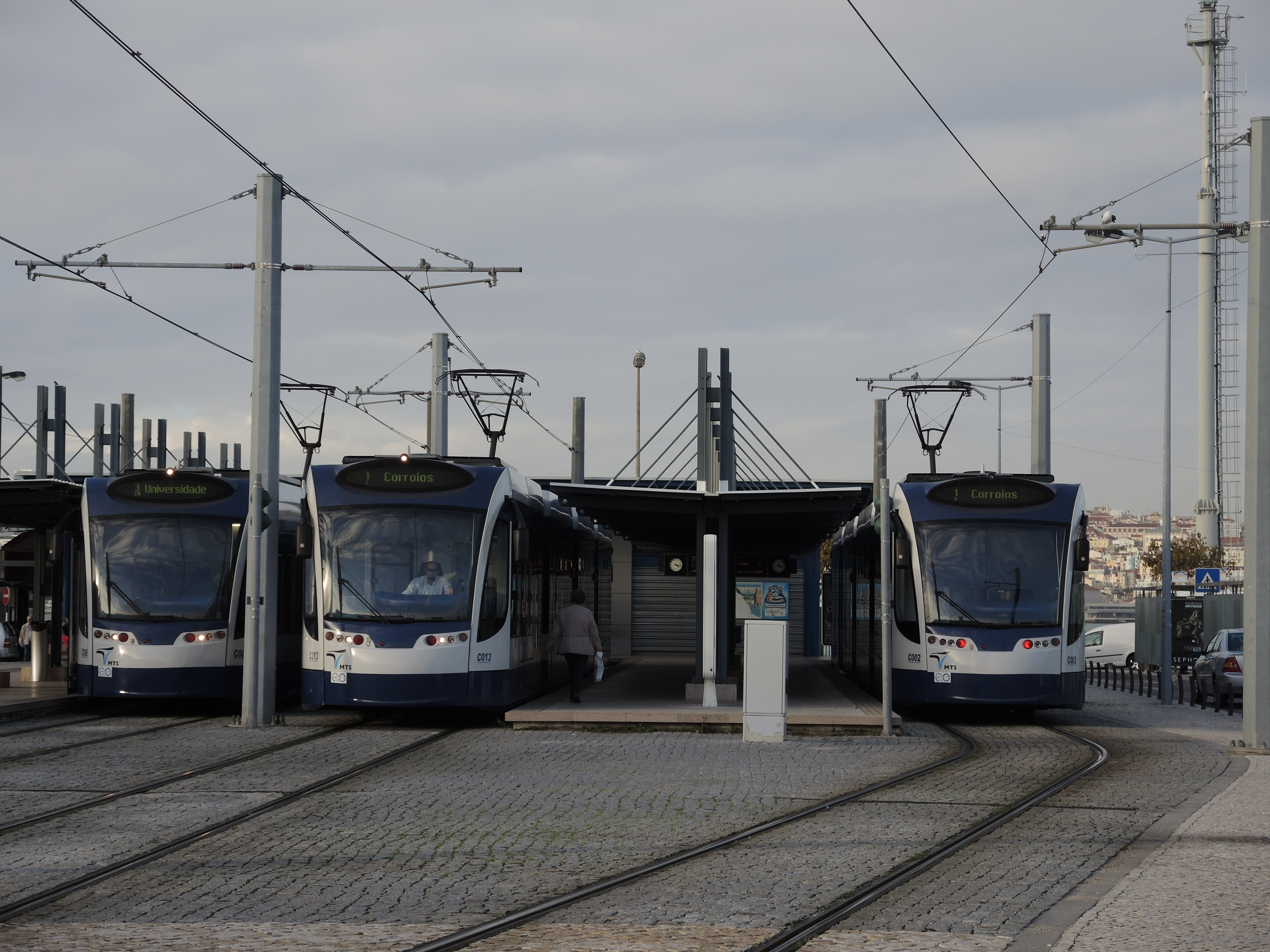
A estação de Cacilhas no Metro Sul do Tejo

O Metropolitano ou Metro é um tipo de transporte público de alta capacidade geralmente encontrado em grandes cidades. Ao contrário dos autocarros, o Metro é uma ferrovia elétrica que opera numa via de passagem exclusiva, a qual não pode ser acedida por peões ou outros veículos, sendo em alguns casos segregada com túneis ou viadutos. A palavra é resultante da abreviação popular da palavra metropolitano, uma vez que os primeiros sistemas do género se encontravam limitados às respetivas áreas metropolitanas.
Em Portugal existem três principais sistemas de metros que estão em funcionamento:
- Metropolitano de Lisboa, servindo principalmente a cidade de Lisboa mas também Amadora e Odivelas;
- Metro do Porto, servindo principalmente a cidade do Porto mas também Matosinhos, Vila do Conde, Póvoa de Varzim, Maia, Gondomar e Vila Nova de Gaia;
- Metro Sul do Tejo, servindo a cidade de Almada.

O primeiro sistema de Metro em Portugal, o Metropolitano de Lisboa, foi inaugurado a 29 de dezembro de 1959. Mais tarde, em 2002, foi inaugurado o Metro do Porto e a seguir, em 2007, o Metro Sul do Tejo, em Almada. Tanto o Metropolitano de Lisboa como o Metro Sul do Tejo localizam-se na Área Metropolitana de Lisboa, com o Metro do Porto a localizar-se na Área Metropolitana do Porto. Os três sistemas de Metro juntos transportaram em 2019 perto de 270 milhões de pessoas, tem uma extensão total de 122 quilómetros e 141 estações.
Para além destes 3 exemplos existe também o Metro de Mirandela, que se destaca dos restantes por a infraestrutura e os horários não corresponderem a um sistema de Metro mas sim a uma normal ligação ferroviária. Existem mais dois sistemas que estão em estudo ou já em construção, mas ainda não em funcionamento:
- Metro Mondego, servindo principalmente a cidade de Coimbra mas também Miranda do Corvo, Lousã e Serpins (em construção)
- Metro de Faro, servindo principalmente a cidade de Faro mas também Loulé e Olhão (em estudo)

## Lista de Metros

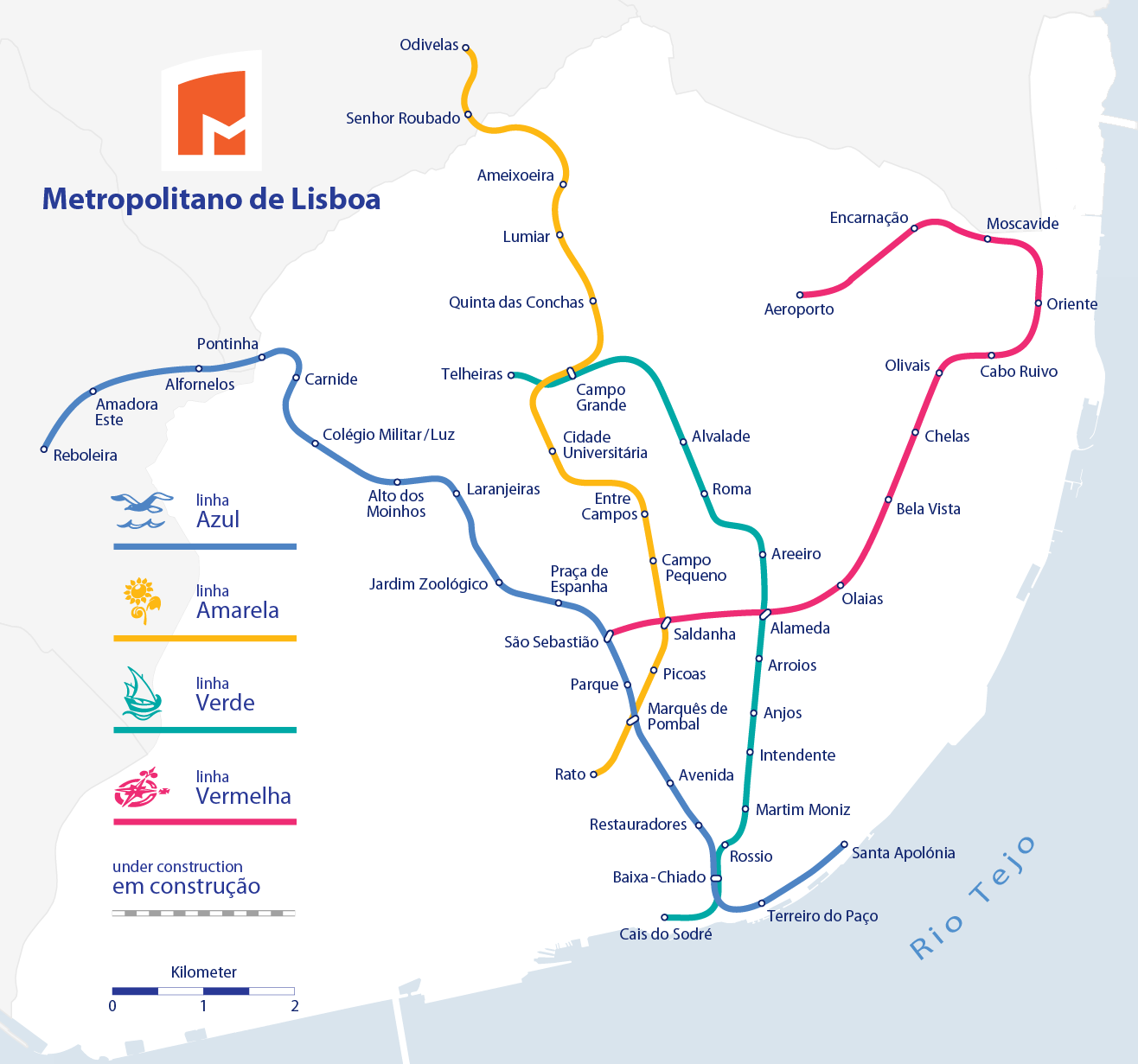
Rede do Metro de Lisboa

### Metropolitano de Lisboa
O Metropolitano de Lisboa é o sistema de Metro da cidade de Lisboa, que serve também os municípios vizinhos da Amadora e Odivelas. Foi inaugurado dia 29 de dezembro de 1959, tornando-se assim na primeira rede de Metro de Portugal. É constituído por quatro linhas (Azul, Amarela, Verde e Vermelha) com 56 estações, numa extensão total de 44,2 quilómetros. Em 2019 transportou mais de 183 milhões de passageiros.

#### Linhas

Rede do Metro do Porto

Linha Azul: Santa Apolónia – Reboleira
Linha Amarela: Odivelas – Rato
Linha Verde: Cais do Sodré – Telheiras
Linha Vermelha: Aeroporto – São Sebastião

### Metro do Porto
O Metro do Porto é o sistema de Metro da cidade do Porto, que serve também os municípios vizinhos de Matosinhos, Vila do Conde, Póvoa de Varzim, Maia, Gondomar e Vila Nova de Gaia. Foi inaugurado a 7 de dezembro de 2002, tornando-se assim na segunda rede de Metro de Portugal. É constituído por seis linhas (Linha A, Linha B, Linha C, Linha D, Linha E e Linha F) com 82 estações, numa extensão total de 66,7 quilómetros. Em 2019 transportou mais de 71 milhões de passageiros.

#### Linhas
Linha A: Senhor de Matosinhos – Estádio do Dragão
Linha B: Póvoa de Varzim – Estádio do Dragão
Linha C: ISMAI – Campanhã
Linha D: Hospital de São João – Santo Ovídio

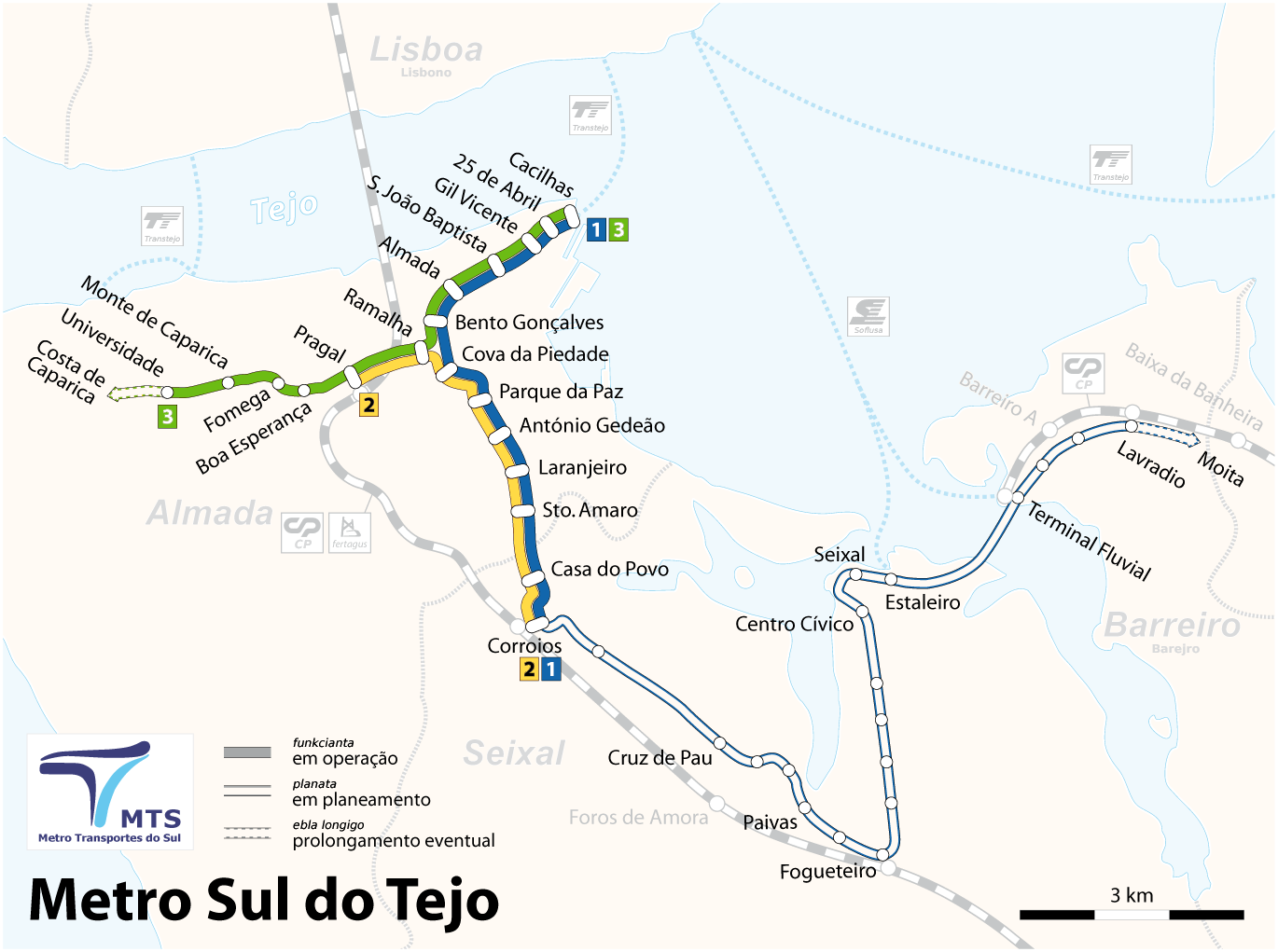
Rede do Metro Sul do Tejo

Linha E: Aeroporto – Trindade
Linha F: Senhora da Hora – Fânzeres

### Metro Sul do Tejo
O Metro Sul do Tejo é o sistema de Metro da cidade de Almada, que serve também o município vizinho do Seixal. Foi inaugurado a 30 de abril de 2007, tornando-se assim na terceira rede de Metro de Portugal. É constituído por três linhas (Linha 1, Linha 2 e Linha 3) com 19 estações, numa extensão total de 11,8 quilómetros. Em 2019 transportou mais de 15 milhões de passageiros.

#### Linhas
Linha 1: Cacilhas – Corroios
Linha 2: Pragal – Corroios
Linha 3: Cacilhas – Universidade

## Investimentos

### PNI 2030
O Programa Nacional de Investimentos 2030 (PNI 2030) define os investimentos estratégicos a lançar, até ao final da década, no total de 42.888 M€. O investimento total para os Transportes e Mobilidade cifra-se em 21.660 M€ (50,5%), e cerca de 1.065 M€ (2,5%) destinam-se aos metros de Lisboa e do Porto, 445 e 620 M€, respetivamente.
| Metro                   | Descrição dos Investimentos | Estimativa dos Investimentos |
| ----------------------- | --- | ---------------------------- |
| Metropolitano de Lisboa | - Expansão da rede; - Reforço da oferta; - Adaptação das estações para melhorar as condições de acessibilidade; - Modernização de sistemas e equipamentos de apoio à exploração. | 445 milhões de €             |
| Metro do Porto          | - Expansão da rede; - Reforço da oferta - Modernização de sistemas e equipamentos de apoio à exploração.                                                                         | 620 milhões de €             |
| Total Investimentos     | Total Investimentos | 1.065 milhões de €           |

### PRR
Em contexto de investimento, importa também referir o Plano de Recuperação e Resiliência (PRR), enquanto programa de aplicação nacional, com um período de execução até 2026, e que visa implementar um conjunto de reformas e de investimentos, com o objetivo de retomar o crescimento económico sustentado, combatendo os impactos da pandemia de COVID-19 na economia nacional.
A mobilidade sustentável ficou prevista no PRR, uma vez que se considerou ser relevante para a melhoria dos sistemas de transporte coletivo, designadamente para o reforço e a utilização cada vez mais progressiva do transporte público, assim como para a descarbonização do setor dos transportes.
| Metro                   | Investimentos Previstos                                                       | Descrição do investimento | Estimativa dos Investimentos |
| ----------------------- | ----------------------------------------------------------------------------- | --- | ---------------------------- |
| Metropolitano de Lisboa | Expensão da linha Linha Vermelha até Alcântara (até 2025)                     | - Extensão de 3,7 km da rede - 4 novas estações: (estação inválida), Campo de Ourique, Infante Santo e Alcântara - Instalação do novo sistema de sinalização (CBTC) entre Oriente e São Sebastião | 304 milhões de €             |
| Metro do Porto          | Construção de uma nova ligação entre Casa da Música e Santo Ovídio (até 2023) | - Nova ligação entre a estação Casa da Música da futura linha G (linha Rosa), no Porto, e uma nova estação a construir em Santo Ovídio (interface com a linha D), em Vila Nova de Gaia - Esta linha expande-se em 4.500 m em túnel e em 2.240 m à superfície (dos quais: 600 m em viaduto e 600 m em ponte sobre o rio Douro) - A nova linha irá integrar 8 estações: Casa da Música, Campo Alegre, Arrábida, Candal, VL8/Rotunda, Devesas, Soares dos Reis, Santo Ovídio | 299 milhões de €             |
| Metro de Lisboa         | Construção do Metro Ligeiro de Superfície entre Odivelas e Loures (até 2025)  | - Light Rail Transit (LRT) permitirá a ligação entre Loures e a rede do Metro de Lisboa em Odivelas, numa extensão de 12 km num total de 18 estações | 250 milhões de €             |
| Total Investimentos     | Total Investimentos                                                           | Total Investimentos | 853 milhões de €             |

### Circular de Lisboa
Em matéria de investimentos, no Plano de Expansão do Metropolitano de Lisboa destaca-se o projeto, já em execução, da transformação da linha Linha Verde numa linha circular, com redireccionamento da Linha Amarela para Telheiras. Este projeto envolve duas grandes intervenções: a construção de um novo troço de 2 km entre as estações Rato e Cais do Sodré, o qual incorporará 2 novas estações (Estrela e Santos), e a construção de dois novos viadutos, com cerca de 500 m, na estação Campo Grande. A extensão da rede, que atualmente se cifra em 44,5 km, será, com a referida expansão, aumentada para 46,5 km.

### Extensão até Alcântara
No mesmo plano, prevê-se o prolongamento da Linha Vermelha de São Sebastião até Alcântara, cuja estação fará correspondência com a Estação Ferroviária de Alcântara-Mar, da Linha de Cascais, e com a Estação Ferroviária de Alcântara-Terra da Linha da Azambuja, criando um novo importante interface de transportes. Com a abertura ao público deste novo troço prevista até 2025, o Metropolitano de Lisboa irá contar com mais 4 novas estações ((estação inválida), Campo de Ourique, Infante Santo e Alcântara).

### Nova Linha Violeta
Sob a responsabilidade do Metropolitano de Lisboa está prevista a construção de um novo sistema de metro ligeiro de superfície. Este sistema servirá as freguesias de Loures, Santo António dos Cavaleiros e Frielas, no município de Loures, com cerca de 11 paragens num total de 8,4 km, e as freguesias de Póvoa de Santo Adrião, Olival Basto, Odivelas, Ramada e Caneças, no município de Odivelas, com cerca de 7 paragens num total de 4,0 km, localizando-se os dois términos no município de Loures. O concurso para a empreitada de conceção e construção, bem como para aquisição do material circulante, deverá ocorrer até final do ano de 2022.

### Prolongamento até Vila d'Este
O prolongamento da Linha Amarela do Metro do Porto (Santo Ovídio–Vila d’Este) desenvolve-se à superfície, em viaduto e em túnel (1/3 em túnel). A extensão da Linha Amarela até Vila d’Este inicia-se após a Estação de Santo Ovídio e desenvolve-se ao longo de aproximadamente 3,15 km, na qual se localizam as novas estações Manuel Leão, Hospital Santos Silva e Vila d’Este. Esta extensão proporcionará oferta a zonas com importantes componentes escolares, residenciais e de saúde, captando muitos passageiros ao transporte individual.

### Nova Linha Rosa
A nova Linha Rosa (Linha G) do Metro do Porto, com uma extensão de 3 km, é formada por quatro estações subterrâneas, ligando São Bento à Casa da Música, servindo o Hospital de Santo António, o Pavilhão Rosa Mota, a Praça de Galiza e as faculdades do polo do Campo Alegre. Esta linha é a parte inicial de uma circular interna que fará a ligação com os restantes eixos da rede do Metro. Desenvolve-se totalmente em túnel e pretende melhorar o acesso às áreas centrais da cidade do Porto.